# Léopoldine Hugo
Pour les articles homonymes, voir Famille Hugo et Hugo.
Léopoldine Hugo, née le 28 août 1824 à Paris, et morte noyée le 4 septembre 1843 à Villequier (Seine-Inférieure), à l'âge de 19 ans, est la fille aînée du romancier, poète et dramaturge Victor Hugo et d'Adèle Foucher.

## Biographie

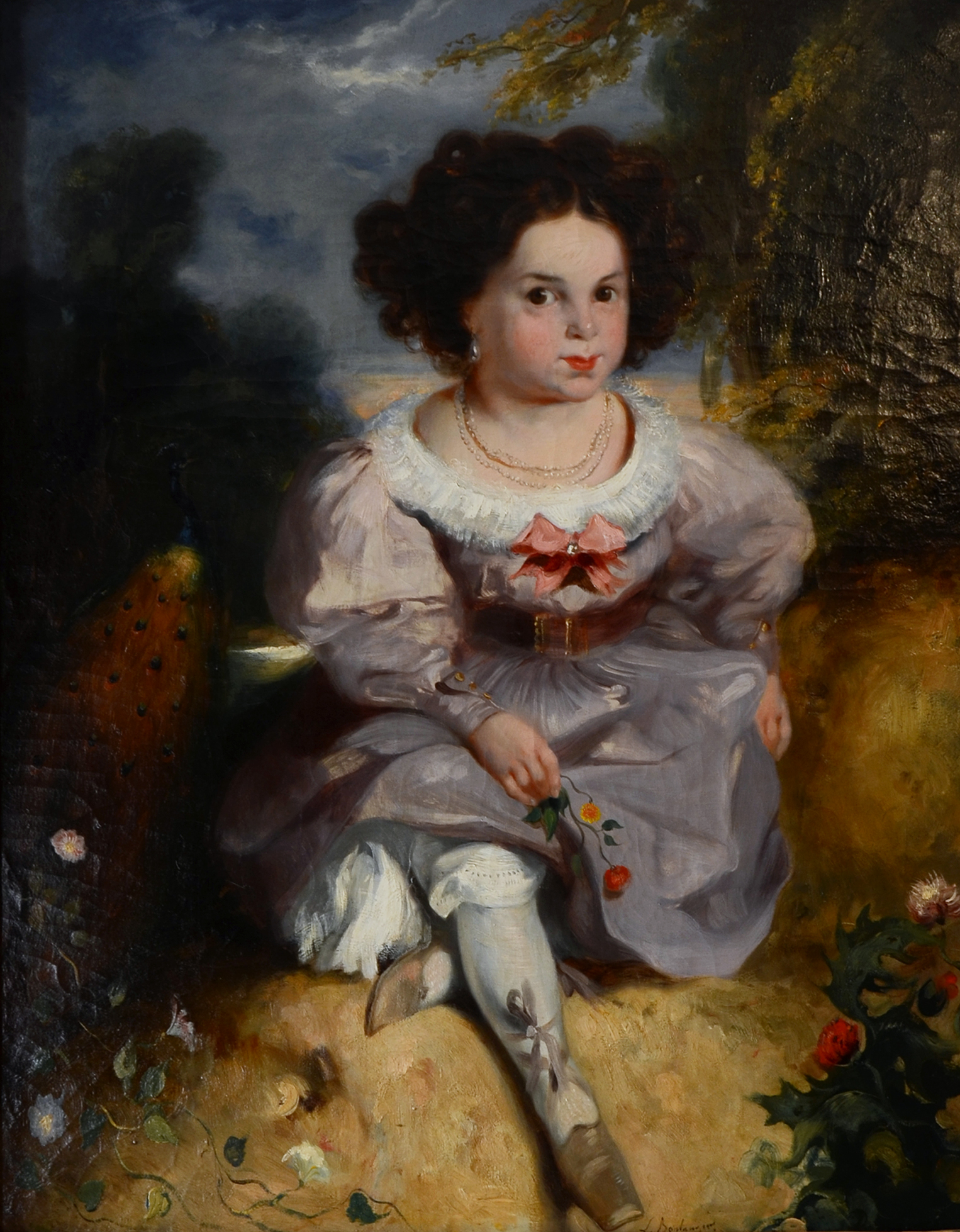
Léopoldine Hugo à l'âge de quatre ans, toile de Louis Boulanger, 1827, Guernesey, Hauteville House.

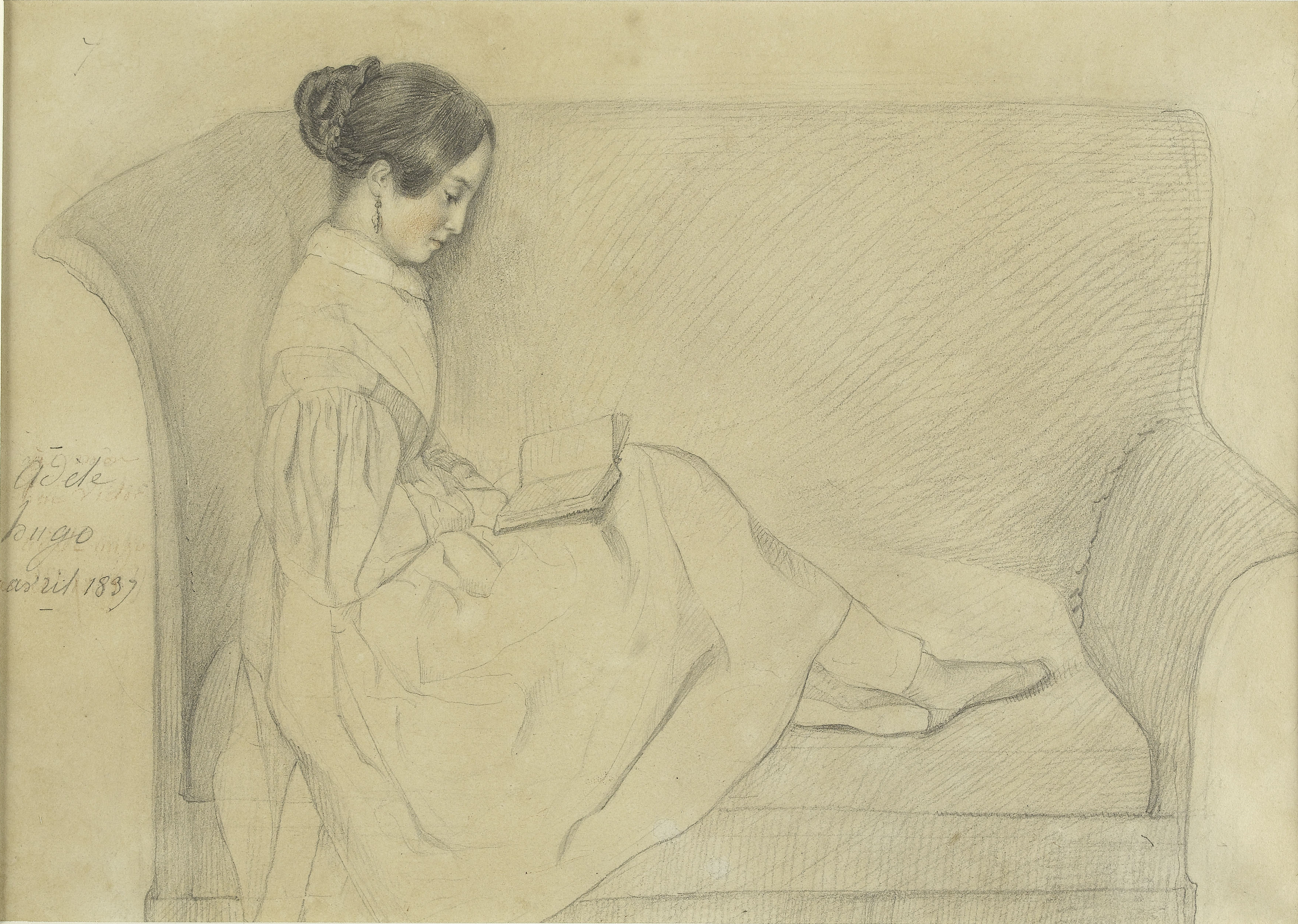
Léopoldine lisant, dessin d'Adèle Foucher, 1837,, maison de Victor Hugo, Paris.

### Enfance
Née le 28 août 1824 au 90 rue de Vaugirard à Paris,, Léopoldine Hugo est le deuxième enfant de Victor Hugo et Adèle Foucher. L'aîné, Léopold, n'a vécu que quelques mois. Son père surnomme sa fille Didine ou Didi.
En octobre 1832, elle entre à l'Externat des Jeunes Demoiselles, 16 place Royale, proche du domicile de la famille. En janvier 1838, elle quitte l’établissement pour le Cours d'Émulation Boblet, où elle est externe.
Elle fait sa première communion à Fourqueux en septembre 1836.

### Mariage
En 1842, Victor Hennequin la demande en mariage, mais elle lui préfère Charles Vacquerie fils d'un armateur du Havre, qu'elle a connu lors d'une visite de courtoisie que les Hugo font aux Vacquerie dans leur maison de Villequier en 1839. Son frère, Auguste, voue à Victor Hugo une admiration sans bornes.
Léopoldine, qui a 14 ans, et Charles, qui en a 21, s'éprennent l'un de l'autre, mais Victor Hugo, très attaché à sa fille, la trouve trop jeune pour envisager un mariage dès l'année suivante. De plus, plusieurs deuils dans la famille Vacquerie retardent ce désir.
Après avoir patienté cinq ans, Léopoldine épouse Charles Vacquerie le 15 février 1843 en l'église Saint-Paul à Paris, dans la plus stricte intimité. À cette occasion Victor Hugo compose et dit le poème 15 février 1843, repris dans le chapitre Pauca meæ des Contemplations.

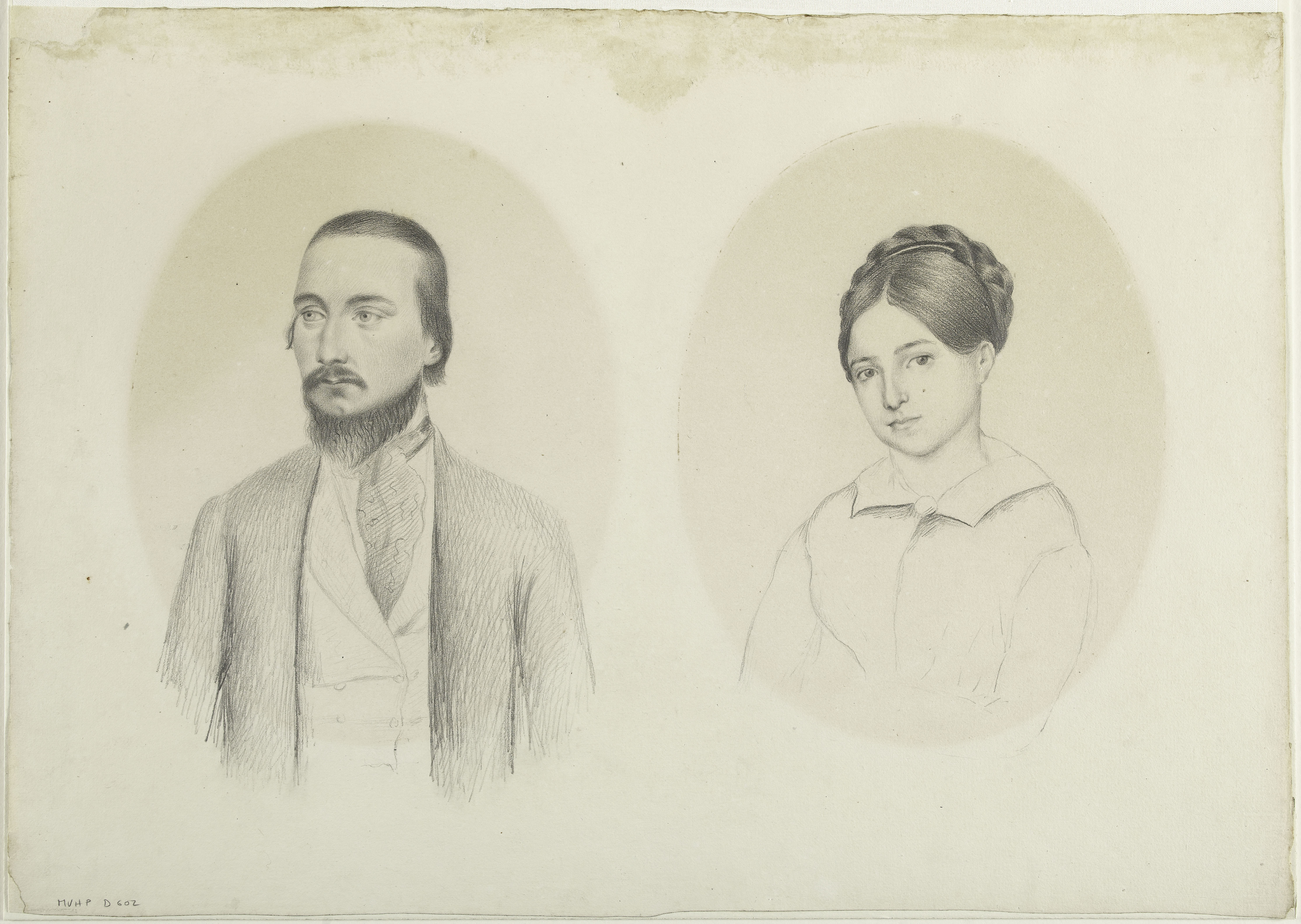
Léopoldine et son époux Charles Vacquerie, dessin d'Adèle Foucher, 1843, Paris, maison de Victor Hugo.

### Noyade
Le 2 septembre suivant, le couple arrive à Villequier. Le lundi matin, 4 septembre, vers dix heures, Charles Vacquerie embarque sur la Seine en compagnie de son oncle, Pierre Vacquerie (1781-1843), ancien marin, et du fils de celui-ci, Arthur (1832-1843), âgé de onze ans. Ils comptent se rendre chez Me Bazire, le notaire de Caudebec, à quatre kilomètres de là, où Charles doit régler la succession de son père. Ils montent dans un canot de course que l’oncle vient de faire construire. Après avoir hésité, Léopoldine les accompagne. Le temps est calme, mais au retour, un tourbillon de vent fait chavirer le bateau. Sur la rive, les témoins voient  Charles reparaître sur l'eau et crier, puis plonger à plusieurs reprises, avant de se noyer avec les autres occupants du bateau,,.
Léopoldine Hugo repose au cimetière de Villequier (Seine-Maritime), dans le même caveau que Charles Vacquerie.

## Léopoldine dans l’œuvre de son père
L'écrivain, sur le chemin de retour après un voyage en Espagne avec sa maîtresse Juliette Drouet, n'apprend la mort de sa fille que quatre jours plus tard en lisant un exemplaire du journal Le Siècle, le 9 septembre 1843. Il est alors à Rochefort, attablé avec Juliette au « Café de l’Europe » (actuel « Café de la Paix »), place Colbert.
Arrivé deux jours plus tard à Paris, il ne pourra aller sur la tombe de sa fille qu'en septembre 1846 et consacrera à sa mémoire de nombreux poèmes, notamment Demain, dès l'aube… et À Villequier dans Pauca meae, le quatrième livre des Contemplations, ainsi que : « Elle avait pris ce pli… ». Il rencontra bientôt Léonie d'Aunet qui l'aidera à supporter son deuil.
La mort prématurée et tragique de sa fille et de son gendre aura une très grande influence sur l’œuvre et la personnalité de Victor Hugo. On peut le voir dans plusieurs de ses ouvrages, notamment dans l'ouvrage suivant : "A Celle qui est restée en France" (cet ouvrage a été écrit par Victor Hugo quand celui ci était exilé)   Il devient adepte du spiritisme et des tables tournantes. Il cesse toute publication littéraire durant presque dix ans, mais pas toute production ; Quand nous habitions tous ensemble est composé en 1844. Il faudra cependant le coup d'État de Louis-Napoléon Bonaparte pour que Victor Hugo reprenne la plume et fasse publier Napoléon le Petit (1852) puis Les Châtiments (1853).
La mort de Léopoldine impressionnera beaucoup sa jeune sœur Adèle, âgée de 13 ans, au point d'ébranler la santé psychique de l'adolescente. Celle-ci mourra sept décennies plus tard en hôpital psychiatrique.